# کاتانگ‌ها

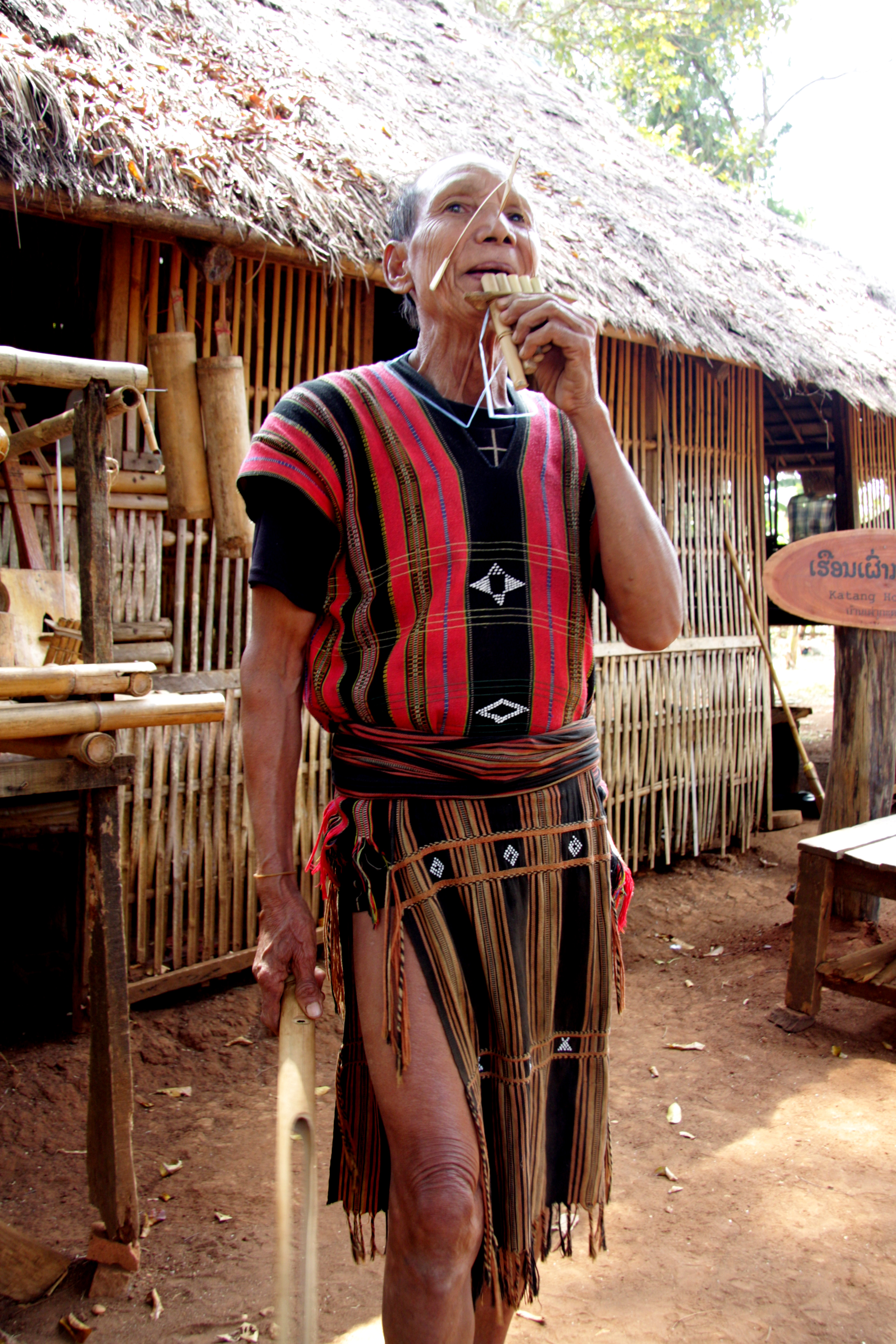
یک مرد کاتانگ در لائوس.

کاتانگ‌ها (katang) (لائو: ຊົນເຜົ່າກະຕາງ) یک گروه قومی  هستند که افراد آن عمدتاً در لائوس زندگی می‌کنند. تعداد کمی از کاتانگ‌ها نیز در سایر نقاط آسیای جنوب شرقی زندگی می‌کنند. در سال ۲۰۱۵ میلادی ۱۴۴۲۵۵ نفر از این قوم در لائوس زندگی می‌کردند، که بدین ترتیب یکی از بزرگترین زیرگروه‌های لائو تئونگ و یکی از بزرگترین گروه‌های قومی واقعی در آن کشور است. بیشتر کاتانگ‌ها در استان‌های جنوب کشور یعنی ساوان‌ناکت، سالاوان و چامپاساک زندگی می‌کنند.

## فرهنگ
کاتانگ‌ها یکی از معدود اقوام گروه لائو تئونگ هستند که در خانه‌های ساخته‌شده روی پایه یا در خانه‌های درون درختان زندگی نمی‌کنند، بلکه در خانه‌های چوبی طویل نشیمن دارند. هرگاه یک مرد کاتانگ با زنی ازدواج کند، اتاقی را برای خانواده جدید خود به خانه اضافه می‌کند. یکی از این خانه‌های چوبی ۳۲۸ فوتی است و گردشگران هنوز هم می‌توانند آن را در شمال سالاوان ببینند.
یکی دیگر از سنت‌های قدیمی کاتانگ برای مردان و زنان این است که گوش‌های خود را سوراخ کرده و یک لوله بامبو در سوراخ قرار دهند تا لاله‌های گوش خود را دراز کنند. این سنت تماماً از بین رفته‌است.
روش کشاورزی کاتانگ‌ها تناوب زراعی است. بسیاری از کاتانگ‌ها نیز به آبیاری و کشاورزی بریدن و سوزاندن می‌پردازند.
اکثر کاتانگ‌ها از باورهای قومی قدیمی پیروی می‌کنند و بسیاری به آیین بودایی نیز باور دارند. برخی از جشنواره‌های بودایی توسط کاتانگ جشن گرفته می‌شود. جان‌باوری سنتی کاتانگ شامل اعتقاد به بسیاری از ارواح جنگلی است و بسیاری از پرهیزه‌ها برای جلوگیری از مزاحمت آنها در طول قرن‌ها ایجاد شده‌است. یکی از ارواح محترم شامل روح خانه است که گفته می‌شود در هر خانه‌ای ساکن است.